# Gadejord (matrikulært)
 For alternative betydninger, se Gadejord. (Se også artikler, som begynder med Gadejord)
Gadejord er i Danmark en af flere betegnelser for en række arealer til fælles brug for medlemmerne af et bylaug. Betegnelsen stammer fra udskiftningen i slutningen af 1700-tallet.
Fællesarealerne kan fx være en landsbygade, en kirkesti eller en anden sti, et gadekær, en fællesvanding, en grus, ler- eller kalkgrav. 

## Historie
Tilbage til middelalderen har jordejendom været beskattet. Derfor har man haft behov for at have oversigter over faste ejendomme i landet. Derfor indførte man et matriklen, som er en fortegnelse over faste ejendomme. 
I 1600-tallet og 1700-tallet var jorden i Danmark typisk ejet af store godser og herregårde. På disse lå der en række landsbyer. Landsbyerne udgjorde små enheder/laug. De var ofte placeret med gårdene i midten rundt om et gadekær. Jorden lå rundt om byen og var opdelt i en lang række lodder, som hver bonde dyrkede.
Det vanskeliggjorde dyrkningen så derfor besluttede regeringen at omfordele jorden (kaldet udskiftningen), så den blev samlet i større og sammenhængende marker. Det tog for alvor fart da ”Forordning om Jordfællesskabets Ophævelse” blev udstedt den 23. april 1781.
Som led i udskiftningen forblev en række arealer fælles. Det kunne fx være gaden, gadekæret og en grusgrav.
De udskilte ejendomme fik hvert sit matrikelnummer mens fællesarealerne ikke fik et matrikelnummer.

## Ejerskab og udvikling
Fællesarealerne blev ejet og administreret af bylauget. Bylauget mødtes og drøftede forhold og afgjorde tvister osv. De sad i rundkreds på hver sin sten.
Som tiden gik blev nogle arealer solgt fra og andre er blevet inddraget af naboejendommene som følge af hævd.
Bylaugnene mistede sin betydning med indførelsen af sognerådene og senere kommunerne. Derfor ophørte mange bylaug med at eksistere og ejerskabet til gadejorden var derfor ikke ganske klar. I princippet tilhørte den fortsat fællesskabet af lodsejere i det pågældende ejerlav, som der i dag er godt 9.000 af. 
Dette gav anledning til en række uhensigtsmæssigheder hvis der skulle ske afklaring af skellene mellem ejendomme. 
Ved en ændring af Udstykningsloven i 1991 fik kommunerne derfor mulighed for at få dom for ejendomsretten til arealerne, hvis ikke andre kunne gøre en begrundet ejendomsret gældende. Der var dog en særlig undtagelse vedrørende de såkaldte domaineejendomme, hvor ejendomsretten forblev statens i henhold til en lov fra 1852. 
Det blev endvidere bestemt, at alle grundstykker i Danmark skulle have et matrikelnummer. Derfor har alle stykker gadejord nu et matrikelnummer, men ejerskabet er fortsat ikke afklaret.
Der er derfor fortsat en række udfordringer med gadejord, hvorfor det normalt kræver en landinspektør hvis der skal ske ændringer, der involverer et stykke gadejord. I visse tilfælde kræver de desuden en egentlig dom at få afklaret ejerskabet formelt.
Nedenfor er et eksempel på udviklingen i gadejorden i Dåstrup i Roskilde Kommune (se også billedet øverst til højre i artiklen). Gadejorden er det laksefarvede areal omkring gadekæret (det blå område).
- Gadejorden fra 1808-1859
- Gadejorden fra 1859-1878
- Gadejorden fra 1878-1861